# Akademier och lärda samfund i Italien
Italien under renässanstiden är de moderna akademiernas egentliga ursprung. Efter Konstantinopels fall (1453) sökte nämligen en mängd lärda greker en fristad i detta land, och under skydd av Cosimo och Lorenzo de' Medici ingick en mängd kunskapsälskande män föreningar i syfte att främja studiet av klassisk litteratur och konst. 
De tre äldsta italienska akademierna bildades i Florens, Neapel och Rom. Accademia Platonica i Florens stiftades 1460 av Cosimo de Medici och sysselsatte sig huvudsakligen med studiet av Platons filosofi, Dantes skrifter och det italienska språket. Sammankomsterna var i stil med Platons Symposion. Den upplöstes 1521. 
Den neapolitanska akademien, ofta kallad  Accademia Pontaniana, efter Pontano, en av dess mest verksamme ledamöter, bildades i humanistiskt syfte omkring 1440. Den upplöstes omkring 1542. 
Accademia antiquaria i Rom (stiftad av Pomponius Lætus) hade festlig hednisk prägel och förföljdes av påvarna på 1460-1480-talen. Den sysselsatte sig med italiensk fornforskning. Upphävd 1550 upprättades den åter 1742. 
Accademia Veneta, i Venedig 1593, är, liksom en 100 år tidigare av Aldus Manutius där stiftad akademi, berömd för sina kritiska upplagor av de klassiske författarna. Av stor betydelse för utvecklingen av Italiens språk och litteratur, liksom också för de moderna akademiska arbetsformerna, blev Accademia della Crusca (egentligen "Kli-akademien", latin Academia furfuratorum, så kallad, emedan den skulle rena italienska språket, liksom man rensar mjölet från kli), grundad 1582 i Florens av skalden Grazzini. Den har utgivit den inflytelserika ordboken Vocabolario degli Accademici della Crusca (1612; 5:e upplagan 1863 ff.). 
För främjande av naturvetenskapernas studium stiftades i Neapel (1560) Academia secretorum naturæ, som dock snart upphävdes av påven. Den blev en förebild för  Accademia de' Lincei  ("de loögdes", det vill säga, skarpsyntes, akademi) i Rom (stiftad 1603, upplöst 1632), vilken bland sina medlemmar räknade Galilei. Förnyad 1847, delas Accademia de' nuovi Lincei i två avdelningar, en medicinsk-matematisk-naturvetenskaplig och en filosofisk-historisk-arkeologisk-filologisk, samt erkändes 1883 såsom officiell vetenskapsakademi.  
Accademia del Cimento i Florens (stiftad 1657), för experimentell fysik, sammanslogs 1783 med botaniska akademien där och blomstrar ännu. 
Under 1500-talet hade nästan varje italiensk stad av någon betydenhet en eller flere föreningar av lärda och konstnärer. De tog sig ofta svassande eller ironiska, löjliga namn: Ardenti, Inflammati, Silenti, Lunatici et cetera. År 1690 uppstod i Rom Accademia d'Arcadia (eller Accademia degli Arcadi), för skaldekonstens höjande.  
Bland akademier från yngre tider må nämnas  Società reale i Neapel (reorganiserad 1861),  Reale accademia delle scienze i Turin (stiftad privat 1757, kunglig akademi 1783), bägge två fullständiga vetenskapsakademier, vidare dylika samfund i Lucca, Palermo, Padua, Bologna, Modena, Milano, Venedig med flera städer samt lantbruksakademien Accademia de' georgofili i Florens.